# Pélussin
Pélussin là một xã trong tỉnh Loire miền trung nước Pháp.